# Le Champ de blé
Le Champ de blé est un tableau peint en 1826 par John Constable. Il mesure 143 cm de hauteur sur 122 cm de longueur. Il est conservé à la National Gallery à Londres.